# (16168) Palmen
(16168) Palmen est un astéroïde de la ceinture principale.

## Description
(16168) Palmen est un astéroïde de la ceinture principale. Il fut découvert le 5 janvier 2000 à Socorro (Nouveau-Mexique) par le projet LINEAR. Il présente une orbite caractérisée par un demi-grand axe de 2,39 UA, une excentricité de 0,16 et une inclinaison de 0,8° par rapport à l'écliptique.

## Compléments